# Talal Mansur
Talal Mansur Bachit Ar-Rahim, arab. طلال منصور بخيت الرحيم (ur. 8 maja 1964) – katarski lekkoatleta, specjalizujący się w biegach sprinterskich. Trzykrotny uczestnik letnich igrzysk olimpijskich (Los Angeles 1984, Seul 1988, Barcelona 1992).

## Sukcesy sportowe
| Rok  | Miasto       | Zawody                    | Konkurencja                 | Wynik         |
| ---- | ------------ | ------------------------- | --------------------------- | ------------- |
| 1986 | Seul         | Igrzyska azjatyckie       | bieg na 100 m               | złoty medal   |
| 1987 | Singapur     | Mistrzostwa Azji          | bieg na 100 m bieg na 200 m | złoty medal   |
| 1987 | Algier       | Mistrzostwa panarabskie   | bieg na 100 m bieg na 200 m | złoty medal   |
| 1990 | Pekin        | Igrzyska azjatyckie       | bieg na 100 m               | złoty medal   |
| 1991 | Kuala Lumpur | Mistrzostwa Azji          | bieg na 100 m               | złoty medal   |
| 1991 | Latakia      | Mistrzostwa panarabskie   | bieg na 100 m               | złoty medal   |
| 1992 | Damaszek     | Igrzyska panarabskie      | bieg na 100 m bieg na 200 m | złoty medal   |
| 1993 | Toronto      | Halowe mistrzostwa świata | bieg na 60 m                | brązowy medal |
| 1993 | Manila       | Mistrzostwa Azji          | bieg na 100 m               | złoty medal   |
| 1994 | Hiroszima    | Igrzyska azjatyckie       | bieg na 100 m bieg na 200 m | złoty medal   |

## Rekordy życiowe
| konkurencja        | na stadionie                  | w hali                       |
| ------------------ | ----------------------------- | ---------------------------- |
| bieg na 60 metrów  |                               | 6,51 – Karlsruhe, 06.03.1993 |
| bieg na 100 metrów | 10,14 – Budapeszt, 18.06.1992 |                              |
| bieg na 200 metrów | 20,41 – Hiroszima, 15.10.1994 |                              |